# Careproctus polarsterni
Careproctus polarsterni är en fiskart som beskrevs av Duhamel 1992. Careproctus polarsterni ingår i släktet Careproctus och familjen Liparidae. Inga underarter finns listade.